# Krokialaukis
Krokialaukis (ryska: Крокилаукис) är en ort i Litauen. Den ligger i den södra delen av landet, 100 km väster om huvudstaden Vilnius. Krokialaukis ligger 77 meter över havet och antalet invånare är 239.
Terrängen runt Krokialaukis är platt. Runt Krokialaukis är det ganska glesbefolkat, med 24 invånare per kvadratkilometer. Närmaste större samhälle är Alytus, 18,7 km öster om Krokialaukis. Trakten runt Krokialaukis består till största delen av jordbruksmark.